# 寺右新马路
寺右新马路是位于广东省广州市越秀区的一条东西向道路，西接达道路，东与花城大道和广州大道交界。1930年拆寺右大街建成水泥路，长1300米，宽7米。中华人民共和国建立后建成寺右一横路，二横路，一横路长90米，宽6米；二横路长360米，宽8米。

## 公共交通
- 广州地铁5号线、广州地铁10号线五羊邨站

均在鄰近寺右新馬路位置設有出口。